# ناصر عبد العزيز الناصر
ناصر عبد العزيز الناصر (ولد في 15 سبتمبر 1952) هو دبلوماسي قطري عمل في وزارة الخارجية لدولته في نوفمبر من العام 1972 ثم شغل منصب سفير لدولة قطر في المملكة الاردنية الهاشمية، من العام 1993 ثم عين مندوبًا دائمًا في الأمم المتحدة لدولة قطر في 11 سبتمبر 1998 وتم اختياره رئيسًا للجمعية العامة للأمم المتحدة في الدورة السادسة والستين من 14 سبتمبر 2011  حتى 18 سبتمبر 2012.

## حياته
ولد الناصر في 15 سبتمبر 1952 في العاصمة الدوحة في دولة قطر ودرس في قطر ولبنان وتخرج بدرجة في العلوم والدبلوماسية عام 1979. متزوج من منى ريحاني رزق ولديه ابن اسمه عبد العزيز.

## الأوسمة
- وسام الاستقلال من الأردن.
- وسم الاستحقاق برتبة ضابط كبير من إيطاليا.
- وسام ماكاريوس الثالث برتبة قائد كبير من قبرص.
- الوسام الوطني للدكتور خوسيه متياس ديلفارو من السلفادور.
- الوسم الوطني للجمهورية برتبة قائد من كوت ديفورا (ساجل العاج).
- وسام الصداقة الاعلى، جمهورية أذربيجان.
- وسام الاستحقاق برتبة فارس، بنما.